# Młynek (Opole)
Pour les articles homonymes, voir Młynek.
Młynek est une localité polonaise de la gmina et du powiat de Namysłów en voïvodie d'Opole.